# Guillermo Viscarra Fabre
Guillermo Viscarra Fabre (Sorata, Bolivia, 23 de junio de 1900–La Paz, 1980) fue un escritor y poeta boliviano. 

## Biografía
Sus padres fueron Don Francisco Viscarra y doña Carmela Fabre. Casado con doña Laura Aguilar Murguía, procreó sus hijos Braulio Viscarra Aguilar (1934-1954), Juan Guillermo Viscarra Aguilar (1939-2011), Gonzalo Viscarra Aguilar (1941-2019), Laura Viscarra Aguilar (1943-1943) y Ariel Viscarra Aguilar (1948-2004).
En su activa vida dedicada a la enseñanza, ejerció la docencia como Profesor de historia del Arte en la Escuela de Bellas Artes de La Paz y profesor de Historia de la música en el Conservatorio Nacional de Música de La Paz, Catedrático de Introducción a las letras en la Facultad de Filosofía y Letras de la Universidad Mayor de San Andrés de La Paz. Algunos cargos administrativos importantes vinculados a la actividad cultural, desempeño igualmente con responsable consagración. Así fue Agregado Cultural en la Embajada de Bolivia en Buenos Aires Argentina, Cónsul de Bolivia en Perú, Jefe del Departamento de Lingüística de Idiomas Vernaculares del Instituto Indigenista Boliviano, Vocal de la Dirección de Cultura de la Honorable Municipalidad de La Paz. Sus virtudes destacadas le depararon la designación de Miembro correspondiente del Ateneo de Ciencias y Artes de México. Fue Director de la Revista México, y gran animador de la cultura a través de la prensa nacional.

## Obra
Uno de los poetas más esclarecidos por la profundidad de sus creaciones, que parecen emerger de la raíz íntima de la tierra con la identidad del espíritu nativo, expresado con vibrante voz, que objetiviza épicamente, la subjetiva sentimentalidad de su inspiración. El paisaje andino, con la Lírica visión de las montañas y el lago milenario, se refleja, entrañable y fidedigno, en su estro estremecido de rítmica sonoridad. Su libro “Clima” publicado en 1938, recoge su producción poética de 1925 a 1930. Dividido en cuatro partes, las dos primeras mantienen una tónica dominante de sensitivo lirismo explorador de una intimidad inquieta en la sentimentalidad amorosa, que palpita con resonancias de paisaje nativo:
 Yo te soñaba entonces
mujer de tarde
como una luna nueva y campesina
empolvada de tenues
cenizas de celajes
y lavada en un hilo
de agua de la montaña.

La tercera parte denominada “Canciones” está compuesta de siete poemas que exaltan el romance con la musicalidad de sus octosílabos, recorriendo descriptivamente el pasaje ligado, en sus alegorías, a la piel y el alma de la imagen amorosa soñada, evocada o presentida:

 Quiero a la niña y al agua 
 madre, para mi alegría 
 su beso de duraznero 
 se estira en el agua rosa 
 florecitas de durazno van en el agua desnuda 
 y granos de uvas bermejas 
 tiene en los senos la niña.
La cuarta y última parte, Lugares, está compuesta de diez breves poemas que elogian, con dilección lírica algunas localidades geográficas, que han movido su interés laudatorio. Esta vertido en octosílabos, cuya plasticidad sugiere modulaciones de seductora sonoridad, que cubren los versos encomiásticos, pletóricos de expresivas y coloridas imágenes. Sobresalen las composiciones, Obrajes,  Koilana, Oruro-  Con su acento afectuoso y nostálgico canta a su Sorata natal:
 Los grandes pies de cristal 
 de San Cristóbal desnudo 
 corren por esas morenas carnes de choclo y de trigo 
 mordiendo mi soledad 
 me sabe tu lejanía 
 a nieve de tus montañas 
 y a oloroso pan mestizo.
“Criatura del Alba”, está contenida por trece poemas de variada temática con la característica entonación de su lirismo intimista de subjetivas esencias, plasmadas con voz inspirada y versificación competente. En el “Epitafio para el amigo poeta”, su acento se torna sombrío, teñido de amarga desesperanza buceando en la nébula misteriosa de la muerte con sonoridades evocativas y visiones inclementes:
 Por ahí vas, amigo, con huellas de claveles 
con los dedos trenzados sobre tu lira muda 
 las ruinas de alabastro de tu carne desnuda 
 son cribas congeladas de los gusanos crueles.

Un canto cálido a la patria, con el clarinéo épico de sus imágenes inflamadas de fervor, es la bella composición de sostenido aliento poético “En este país de petrificados llantos”. 
“Nomenclatura” es un delicado poema pleno de colorido, verdadera nomina o catálogo poético de cosas de donde "…nos viene este Luis Luksic en su carrocon grifos que coronan mariposas".
Viscarra Fabre, se revela en este libro como sonetista eximio. Sus eufónicos endecasílabos armonizan con el pensamiento claro, que fluye expresivo en seductora amalgama de fondo y forma. Los temas de exaltación personal como la de Juan Capriles mantienen la calidez amistosa y la reverencia espiritual palpitando en la emocionada evocación directa:
 Por eso en bronce tu perfil asoma 
 venciendo las fronteras del olvido 
 coronado de nirto inmarcesible.
Una descriptiva rica de sugestiones está presente en su soneto sobre una tintura de Pérez de Holguin, mientras sus sonetos de impulso amatorio están teñidos de suave y delicada sentimentalidad. Sobresale el magistral soneto al Illimani, resplandeciente montaña, vigía de La Paz. Los endecasílabos apologéticos culminan en un bello terceto:
 Quien diera a mi tormento subterráneo 
 que horada las paredes de mi cráneo 
 tu féretro polar cuando esté muerto.
El poema “Soledades...Soledades”, es un conjunto de trece sonetos con variedad de matices por la espiral temática de la soledad que concentra el rumor íntimo de las amarguras insondables.
Sus libros “Clima” y “criatura del alba”, tienen el dominante lenguaje de la tierra con auténtico sabor fortalecido en la tensión de una poesía de vigorosos recursos metafóricos. 
Su tercer libro, “Nubladas Nupcias’ es un poemario de profundo lirismo, elaborado con visible conocimiento de la estructura del género, que se traduce en las múltiples modulaciones promovidas por la sonoridad y el ritmo. Las imágenes, plenas de significaciones luminosas, se imponen desde la hondura a veces poblada de sombras. Abre este libro con la reproducción del magistral soneto al Illimani, la montaña vigilante de la ciudad de La Paz, ‘Nupcias’ poema inspirado en la temprana muerte de su hijo, es un intenso canto lastimero. Trueno que transcurre con sombría progresión penetrante, tocando el espíritu con su conmovedor acento.  
Otros temas discurren por su libro, descubriendo la disposición de su genio poético, inclinado a desvelizar los secretos del paisaje, impregnados de subjetiva emoción. También está presente la sucinta creación, buscando la profundidad del pensamiento, que encierra, con impulso intelectual y entonación filosófica, las circunstancias y misterios de la vida.
Su libro, ‘Cordillera de Sangre’, está contenido por un extenso poema épico matizado de seductoras estancias líricas. Es un estremecido canto a la patria vibrando con la pujanza, la raza primitiva, que encuentra en el estro laudatorio, la fuerza telúrica del escenario de las montañas milenarias. En el canto épico, se enlazan coloridas visiones del paisaje, como estampas de sosiego en el caudal, vigoroso de la evocación reverencial. Grito de la sangre con ebullición de rebeldía. Rememoración y vaticinio. Canto herido en la nostalgia, redimida por la voz poderosa de la tierra ancestral iluminada de episodios heroicos y crueles infortunios.
‘El Jardín de Nilda’, es un breve poemario de intensa sentimentalidad que exalta el amor con los acentos de una inspiración sensible y ternurosa. Los poemas contenidos en el apartado “Biografía” “de tus ojos” revelan la veneración admirativa a los ojos de la amada:
 Los ríos de tus ojos 
 venían del lindero 
 de las altas fronteras 
 de los cielos.
Su libro “Veinte rubíes para el collar de Nilda”, son veinte poemas de cinco versos endecasílabos, a su vez veinte medallones exquisitos de colorido lirismo que ensalzan a la mujer amada con armoniosa entonación expresiva.
La amplia bibliografía de Guillermo Viscarra Fabre, consigna muchos otros libros al presente, agotados, como ser AIcón, poemas, 1916, Aruma poemas 1926, Yoca, teatro 1929, y algunos otros libros de ensayos.
La Producción de Viscarra Fabre, revela la cálida presencia de una lírica notable, con esencias de honda poesía, vertida con venturosa eficacia estética, no solo en verso lirismo de interna musicalidad sino también en el rigor formal de su precisa versificación de consumado maestro.

#### Poesía

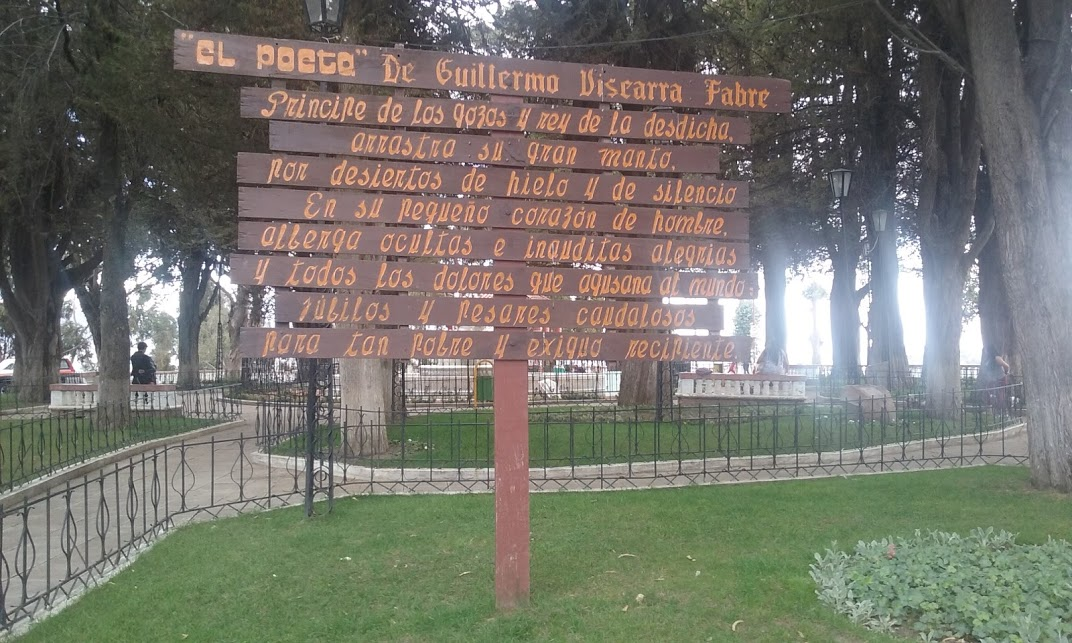
Fragmento de El Poeta (1961) en el Montículo de La Paz.